# BU-LAD
BU-LAD（6-butyl-6-nor-lysergic acid diethylamide，6-丁基-6-去甲-麦角酸二乙酰胺）是一种有机化合物，化学式为C23H31N3O，为迷幻药物麥角酸二乙酰胺（LSD）的同系物，最早由亚历山大·舒尔金在其著作《TiHKAL：延续》（TIHKAL: The Continuation）中提出。